# 新桥街道 (常州市)
新桥街道，原为新桥镇，是中国江苏省常州市新北区下辖的一个镇。2020年7月，撤销新桥镇，设立新桥街道。以原新桥镇的行政区域为新桥街道行政区域。

## 行政区划
新桥街道下辖13个村委会：
新桥社区、大坝村、叶家塘村、戴墅村、查墅村、仲家村、史墅村、朱家弄村、马鞍桥村、孙家巷村、陆房村、茶庵村和郭塘桥村。

## 教育
- 东南大学附属中学（原常州市北郊中学）
- 常州市新桥中学